# Cepeda la Mora
Cepeda de la Mora là một đô thị trong tỉnh Ávila, Castile và León, Tây Ban Nha.
Diện tích 31,5 km², dân số là 114 người (2006) và mật độ là 3,6 người/km².